# HV UDSV
Utile Dulci Sport Vereent (afgekort U.D.S.V.) was een handbalvereniging in de Utrechtse wijk Overvecht.  UDSV is opgericht door een fusie tussen UD Overvecht) en SV (Zuilen) op 1 juli 1985.
Meteen na de fusie nam het eerst herenteam de plek van Sport Vereent in eerste divisie. In de seizoenen hierna kwam het eerste herenteam vier seizoenen uit op het hoogste handbalniveau in Nederland.
Op 16 november 2012 fuseerde UDSV samen met Eendracht en gingen verder onder de naam van Leidsche Rijn.

## Resultaten
Heren (1986 - 2011)
- 1986 2e
Eerste divisie B
- 1987 4e
Eerste divisie B
- 1988 1e
Eerste divisie B
- 1989 12e
Eredivisie
- 1990 3e
Eerste divisie B
- 1991 7e
Eerste divisie B
- 1992 7e
Eerste divisie B
- 1993 1e
Eerste divisie B
- 1994 6e
Eerste divisie B
- 1995 3e
Eerste divisie B
- 1996 2e
Eerste divisie B
- 1997 9e
Eredivisie
- 1998 5e
Eerste divisie B
- 1999
Eerste divisie A
- 2000
- 2001 6e
Eerste divisie A
- 2002 2e
Eerste divisie A
- 2003 3e
Eerste divisie
- 2004 1e
Eerste divisie
- 2005 11e
Eredivisie
- 2006 12e
Eredivisie
- 2007 11e
Eerste divisie
- 2008 5e
Eerste divisie
- 2009 14e
Eerste divisie
- 2010
- 2011 11e
Regioklasse C

- Eredivisie
- Eerste divisie
- Hoofdklasse

## Erelijst

### Heren
| Nationaal      |    |                           |
| Eerste divisie | 3x | 1987/88, 1992/93, 2003/04 |